# 広島大仏
広島大仏（ひろしまだいぶつ）は、原子爆弾投下後の広島市において原爆犠牲者・戦争犠牲者を弔うために安置されたものの10年後に行方不明となり、半世紀後に奈良県で再発見された大仏である。

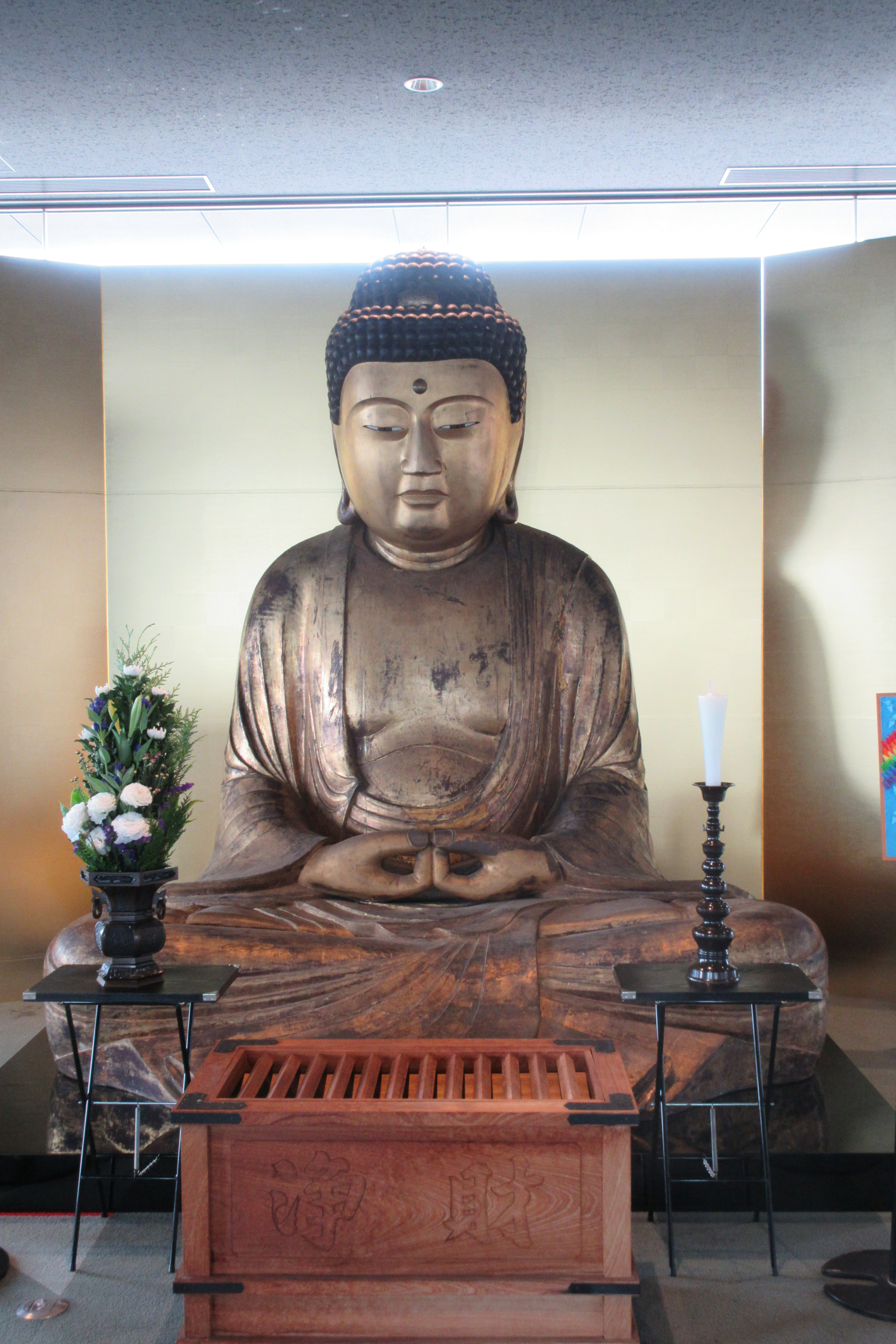
広島大仏 おりづるタワーでの展示（2022年）

## 特徴
全高約4メートル、膝幅八尺、顔幅四尺、顔の長さ四尺の、定印を結んだ全身に金箔を施した木製阿弥陀如来坐像。重量は約400キログラム。一本の五葉松から彫刻し、仕上げたものと言われ、頭、胴、脚部の3つに分解することが可能である。

## 来歴

### 明治時代まで
1201年（建仁元年）、出羽国（山形県）最上郡新庄山城の城主であった戸沢経義の祈願により、仏師安阿弥が制作した。その後は新庄市の福昌寺に安置された。
1869年（明治2年）に、福昌寺が越後国（新潟県）へ移転し、この大仏像は新庄に取り残された。像は素封家の今泉氏が譲りうけた。廃仏毀釈という時代の風潮から難を避けるために頭部と胴体に分けられ、頭部は持ち出されて東京都麻布区飯倉三丁目に保安され、胴体は山形県山形市横町（現在の本町）に秘匿された。なお、伝承上はともかく、鎌倉時代の戸沢氏は奥州（現在の岩手県雫石町）の氏族で、1206年（建永元年）に出羽国の小館城（秋田県仙北市）に移ったとされ、新庄城主となったのは江戸時代のことである。大仏建立年とされる1201年（建仁元年）の戸沢氏の本拠は出羽国ではなく陸奥国なのである。また、系譜に経義という人物も存在しない。

### 三段峡へ移設

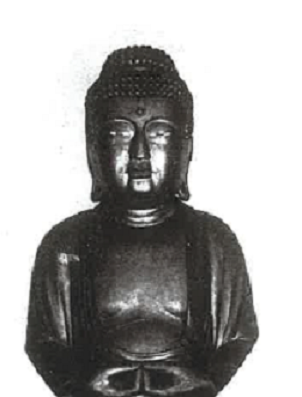
西善寺に安置されている三段峡大仏（山県郡写真帳 p.27より）

1925年（大正14年）に、広島県に住む仏教行者後藤栄三郎が像の所在を知り、これを譲り受け、頭部と胴を元の一体にした。
大正中頃より、三段峡が名勝として知られるようになり、観光客も年々増加した。1925年（大正14年）、三段峡を世に紹介した熊南峰が、この大仏を移設して三段峡の守り本尊として祀ろうと提案し、樽床集落の長老、後藤吾妻がそれに賛同、樽床集落の総会で決議を採ったが、費用が掛かることなどから住民の賛同は少なかった。何としても設置にこぎ着けたかった後藤吾妻は説得を続け、12名の賛同者を得た。この13名で像を購入し、費用の2千円は広島の金貸し業者から借用した。購入した大仏は一旦饒津神社そばの三樹園に仮殿を設けて安置しその後、山県郡戸河内町柴木（しわぎ）まで移動させ、西善寺に仮安置した。1926年（大正15年）に樽床集落まで持ち帰るが、道路の整備状況も悪く、トラックによる運送もまだ無かったため、大仏像を三つに分解して箱に入れ、馬車3台に乗せて、同乗者が箱に綱をつけて箱が傾くのを守りながら苦心して運び上げ、院居に安置した。1926年（大正15年）9月24日から26日までの三日間、大仏安置記念として当時設立後間もない浄土真宗系の新興宗教、「光明団」教祖の住岡狂風（夜晃）や釜瀬紫線を招き、仏教講演会を行った。この3日間で合計283名が参拝している。『山県郡巡り道中記』では「樽床の大佛さん」、『山県郡写真帳』、『樽床誌』では「三段峡大仏」と称されている。大仏殿は、三段峡の三ツ滝の上流（現在の芸北民俗博物館の位置）に建設する予定であったが、第二次世界大戦の勃発により建設は行われず、終戦後まで院居の裏山に仮安置されていた。

### 原爆犠牲者供養大仏

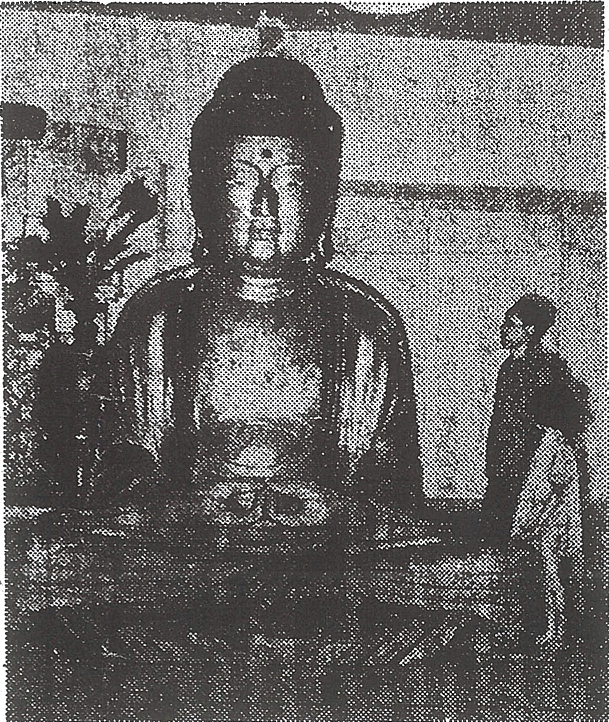
広島市舟入の唯信寺に置かれた広島大仏（『中国新聞』1949年9月30日朝刊掲載)

大仏像の最初の持ち主、後藤栄三郎が死去したときに、一切を託された大柿町（現在の江田島市）の那須義憲が、広島市舟入川口町の唯信寺住職大内義直と協力して「広島の原爆犠牲者、海外での戦死者その他あらゆる戦争犠牲者」を弔う「広島供養塔」の本尊として三段峡大仏を祀りたいと三段峡名勝保存会に要望した。那須は後藤吾妻にこれまでの保管料として15万円を支払い、像を譲り受けた。1949年（昭和24年）9月27日に三段峡から唯信寺に輸送費15万円をかけて移送され、「広島大仏」（廣島大佛）と奉安会によって命名された。大内義直の構想では、大仏殿を建立するための募金を行い、法隆寺の夢殿に似た形の大仏殿の中央に大仏を安置し、周囲に原爆死没者などの位牌を置く計画であった。
大仏の所有者となった那須のもとには、これからこの大仏がもたらす利益を嗅ぎつけた利権屋が押しかけ、中には「大仏に貼られた金箔は8貫目（約30キログラム）もあるだろうからこれだけでも利益になる」と提案する者までいた。そうした騒ぎに嫌気がさした那須は、1950年（昭和25年）4月に大柿町にある自宅まで大仏を運んだ。しかし、個人での維持には限界があり、借金に苦しむようになった。広島市の一大繁華街である広島本通商店街の商店で構成される、「本通り会」会員である佐部佐一郎などが那須の窮状を聞き、この大仏像を爆心地至近である原爆ドームに隣接する西蓮寺で祀り、原爆犠牲者を供養し、近隣である本通りにも集客することを考えた。1950年（昭和25年）7月に本通り会の有志10名で「大仏奉賛会」が結成され、本通り会会長の中山良一が奉賛会の会長に、副会長に佐部佐一郎が就いた。那須と奉賛会の話し合いの過程で、大仏を持て余していた那須は「無条件で像を奉賛会に引き渡す」と同意し、奉賛会はそれに対し那須を奉賛会の名誉会長とし、また、彼がこれまでに支払った運搬費や維持費に対して倍の40万円を謝礼として支払った。この時に、「仏様を売り買いするのは恐れ多い」と売買契約を結ばなかった。
1950年（昭和25年）8月4日には「広島大仏遷座祭」が行われ、ホラ貝隊を先頭に約400人の稚児行列、詠歌隊などに守られて、大仏は安佐郡戸山村からやってきた名牛5頭に牽かれた花車に乗せられ、舟入川口町の唯信寺を16時に出発した。行列は、舟入 - 十日市 - 紙屋町と電車通り沿いに進み、八丁堀に18時に到着、休憩後に金座街、本通りと西進し、19時に西蓮寺境内の仮供養殿に到着した。遷座祭の様子は『真夏の太陽に金色の肌を輝かせながら、七百年前の作という大佛は古式豊かな行列を作り、都心に仏教絵巻をくりひろげた』（『中国新聞』1950年（昭和25年）8月5日朝刊）と紹介されている。翌日の8月6日には慰霊祭も行われた。
原爆ドーム横に安置された大仏は、広島の復興の様子を写した写真絵葉書でも紹介され、観光バスのバスガイドの説明にも登場し、観光客も大勢訪れるようになった。大宮智栄善光寺第119世尼公上人も法要を行うなど、名声も高まっていった。原爆投下から10年目に当たる1955年（昭和30年）の8月6日には、仏教系の各派合同、30人以上の僧侶が慰霊法要を行った。

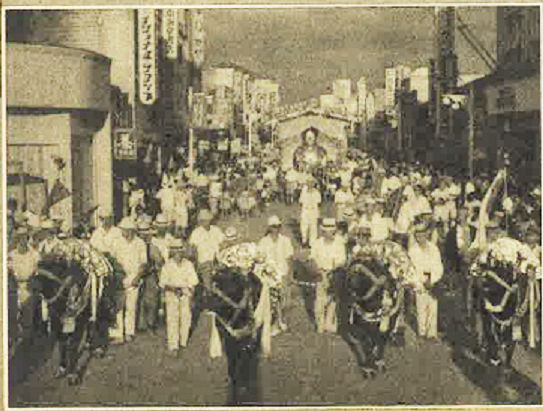
本通りを進む広島大仏遷座祭（『アサヒグラフ』1950年8月30日号 p.11より）
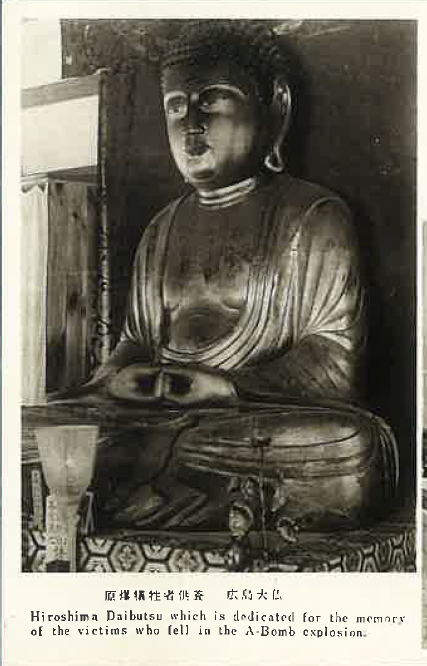
西蓮寺に安置されている広島大仏（絵葉書）
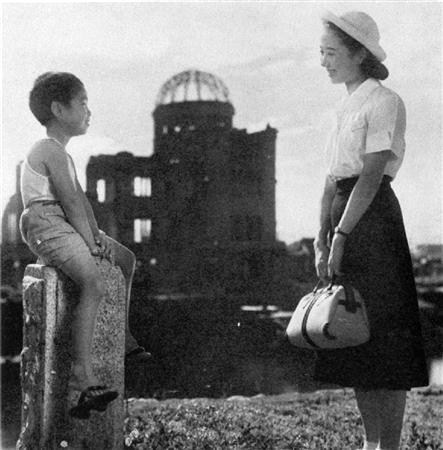
映画「原爆の子」のワンシーン。原爆ドーム右側に大仏殿が写っている

## 盗難そして行方不明
1954年（昭和29年）ごろから、那須、および那須の代理人を名乗る男性が共同で、「大仏は売買契約を結んでおらず、そのため大仏奉賛会に売却したわけでもなく、所有権は那須にある」と主張を始めた。1955年（昭和30年）2月には奉賛会に対し大仏の返還交渉を始めたが、その時の両者の主張は以下のものである。
|              | 那須の主張                                                                                             | 奉賛会の反論 |
| ------------ | --- | --- |
| 行事について | 大仏奉賛会の名誉会長であるのに、行事についてのお知らせが通知されない。                                 | 行事のお知らせを通知しても参加しなかったため、そのうちに通知を怠るようになった。                                                 |
| 債務         | 大仏に関係する債務がまだ58万円あり、奉賛会からの返済は浄財が集まり次第払う約束がいまだに履行されない。 | 那須が大仏の維持に使用した金額は20万円で、奉賛会は倍の40万円を既に支払っている。にもかかわらず、更に58万円を要求する根拠が無い。 |
| 大仏の管理   | 大仏の管理を名誉会長の私にさせてくれない。                                                             | 那須には、「会長となって一切の運営を取り仕切ってもかまわない」と度々言っている。                                                 |
| 大仏殿       | 本格的な大仏殿が建設されない。                                                                         | 本格的な大仏殿を建設する土地が決まらないことから寄付も集まりにくい。しかし、当初から建設する方針である。                         |

対立により交渉が決裂することを恐れた奉賛会は譲歩案として「支払った40万円を返還するなら大仏を渡してもよい」と提案した。
原爆投下10年の慰霊法要が行われた直後の1955年（昭和30年）8月11日正午ごろ、西蓮寺境内にトラックが侵入し、10人以上の作業員が大仏を頭、胴、腰の三つに分解してトラックに積み込み、住職の制止も振り切って持ち去った。大仏奉賛会副会長の佐部は警察に盗難を届け出たが、所有権問題から起きた民事事件であると判断された。西蓮寺住職の証言から大仏持去りに使用されたトラックの所有者も判明し、作業員に事情を聴くと「大仏を那須氏に運ぶよう頼まれ、五日市町（現在は広島市佐伯区）の光禅寺に運んだ」と大仏の行先も判明した。那須は、光禅寺の住職に対して、「大仏殿が立ち退きになるからしばらく預かってほしい」と説明していた。大仏盗難については民事と判断されたが、警察は那須に寺院への建造物不法侵入容疑で事情聴取を行った。那須は「今回のように強硬策に出ることで、地元の名士などが関心を持ち、正式な大仏殿の建設が早まると考えた」と供述した。盗難からしばらくの間、西蓮寺の住職は、観光客に対してガイドが空っぽの大仏殿を前に説明を始めようとするのをこっそり止めなければならず、そのうち観光バスも寺を素通りするようになった。
1960年（昭和35年）ごろには光禅寺からも所在不明になった。

## 再発見後
奈良県生駒郡安堵町に所在する極楽寺の田中全義住職は、彼の祖父が知り合いだった古物商から譲り受け、2004年（平成16年）頃から寺に安置していた大仏が、『ヒロシマの記録』（中国新聞社発行）に掲載されている「広島大仏」に似ていることに2011年（平成23年）に気が付いた。奈良国立博物館の専門家による調査で、顔の特徴などから同一の仏像であるとお墨付きをもらった。それ以来、8月6日には極楽寺において原爆犠牲者供養の法要を行っていた。2015年（平成27年）には、広島への里帰り「出開帳」の企画が始動した。2020年（令和2年）10月に「里帰り」を実施予定だったが、新型コロナウイルスの流行により中止となった。2022年（令和4年）4月に広島の地元企業広島マツダなどを中心としたグループが、2022年（令和4年）7月に「里帰り」する計画を企画。クラウドファンディングで輸送費などの費用を賄い、制作年にちなみ、1201万円を目標としていた。結果、1250万円の資金が集まり、2022年（令和4年）7月1日から9月1日まで原爆ドーム隣に所在するおりづるタワーで公開することが決まった。大仏像は頭・胴・腰に分解できるが、分解してもエレベーターに入らない大きさであるため、公開前日の6月30日深夜、分解したうえで台車に乗せて約5時間かけて狭いスロープを12階まで人力で運んだ。7月1日の公開初日には「開眼法要」が行われ、極楽寺の田中住職など、6宗派24人の僧侶が集まり、読経を行った。爆心地から2.6キロメートルの地点で被爆したピアノの演奏も行われた。8月6日にも慰霊法要を行った。

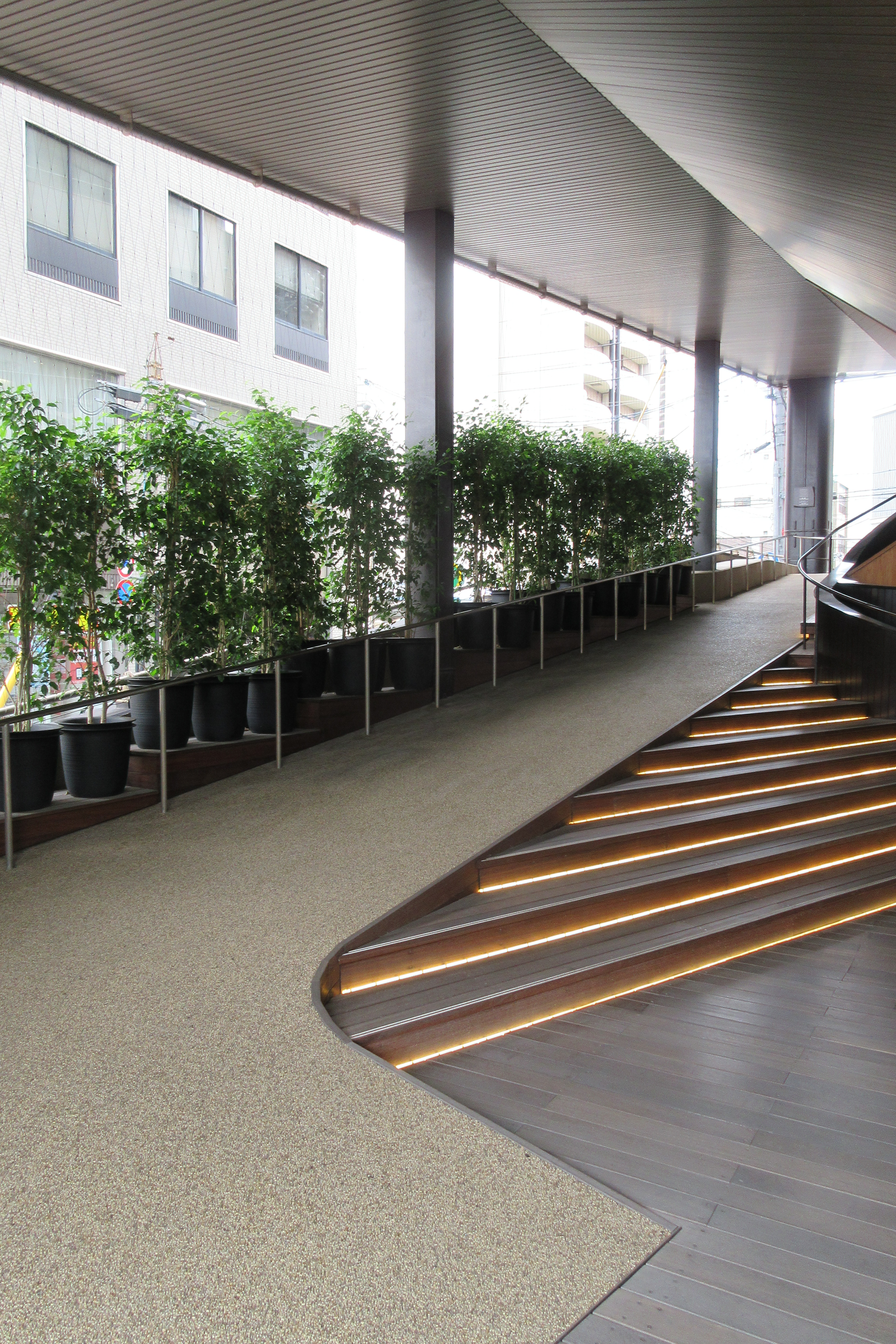
おりづるタワーのスロープ。狭い通路を人力で12階まで運んだ
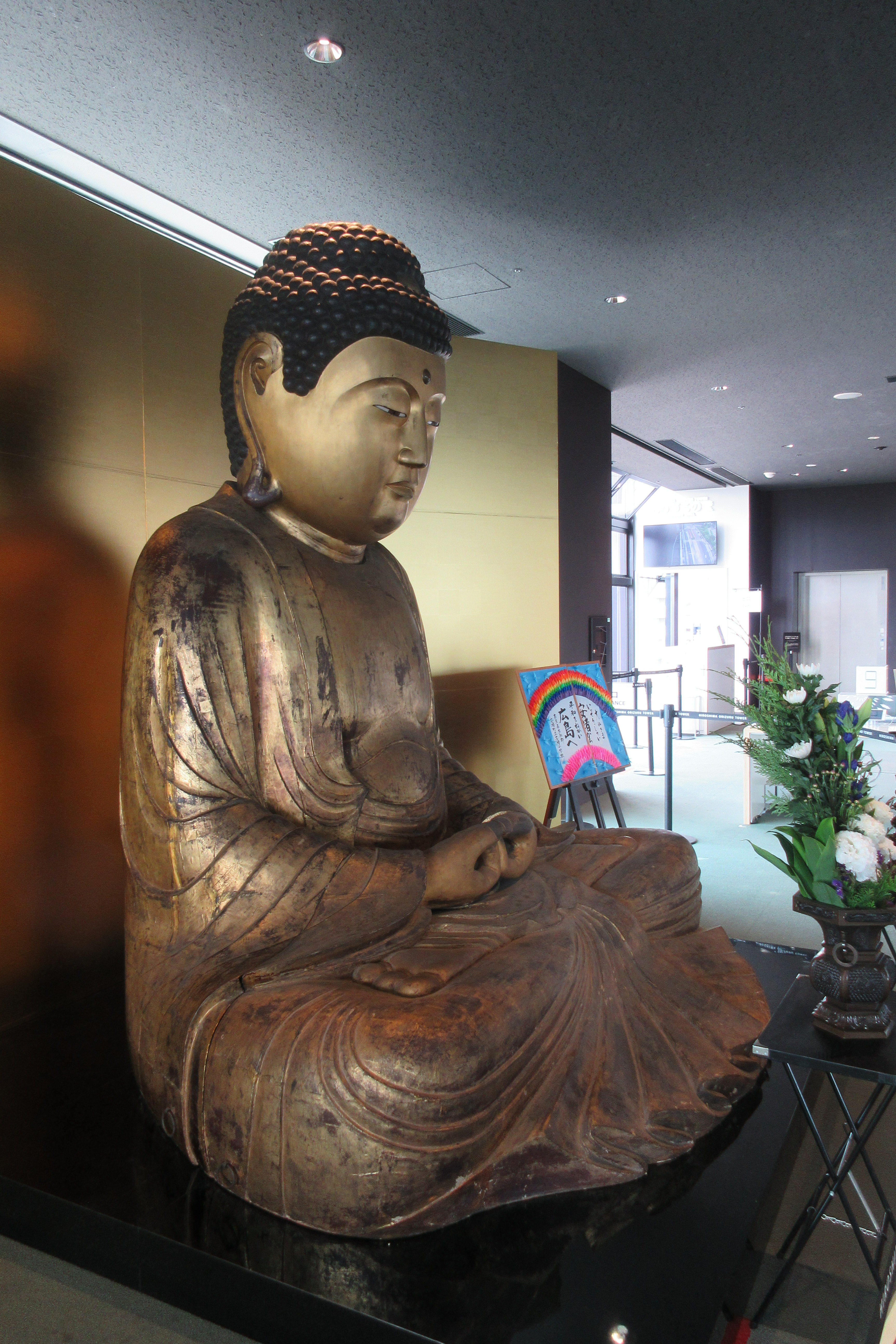
おりづるタワーでの展示 右半身側
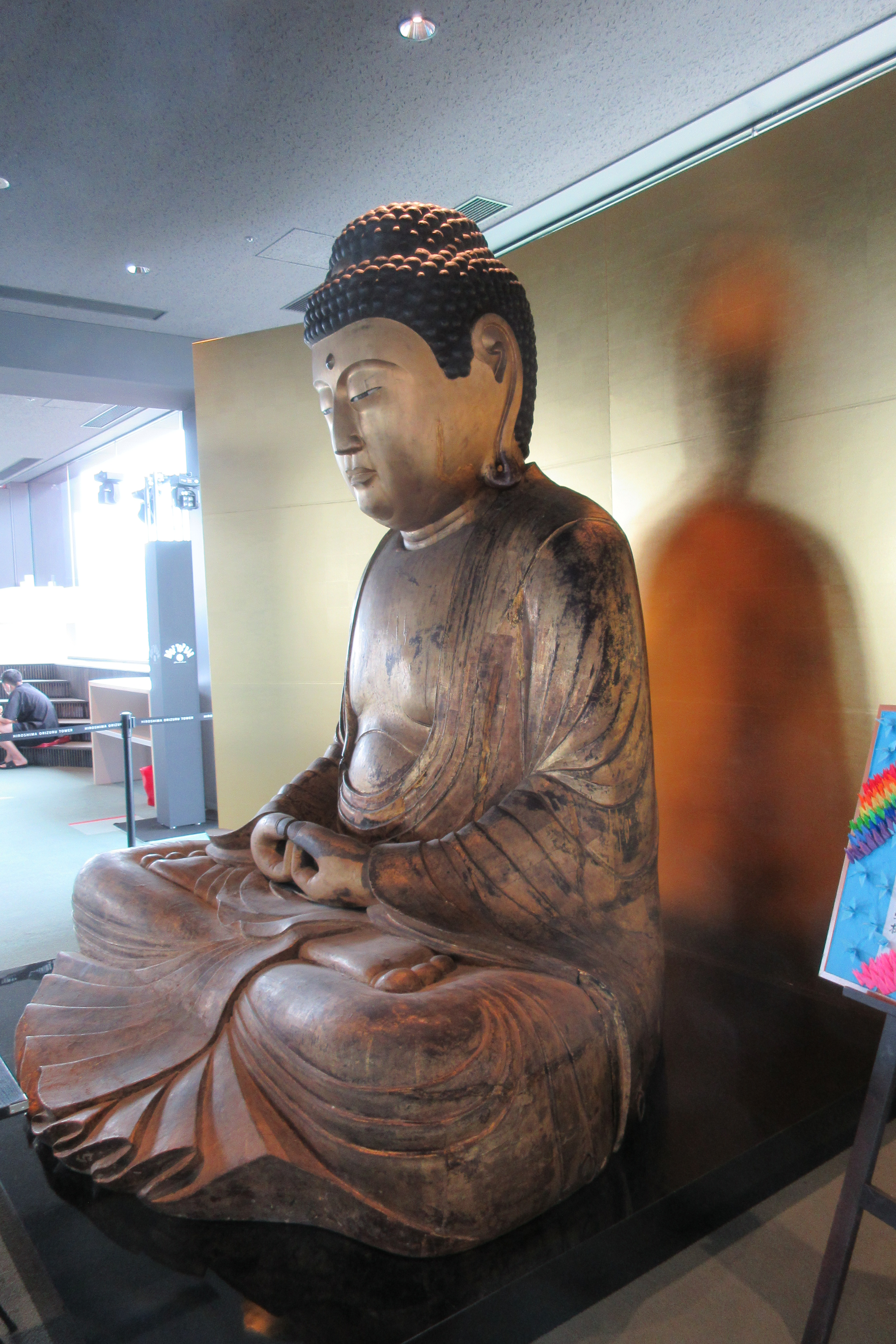
おりづるタワーでの展示 左半身側
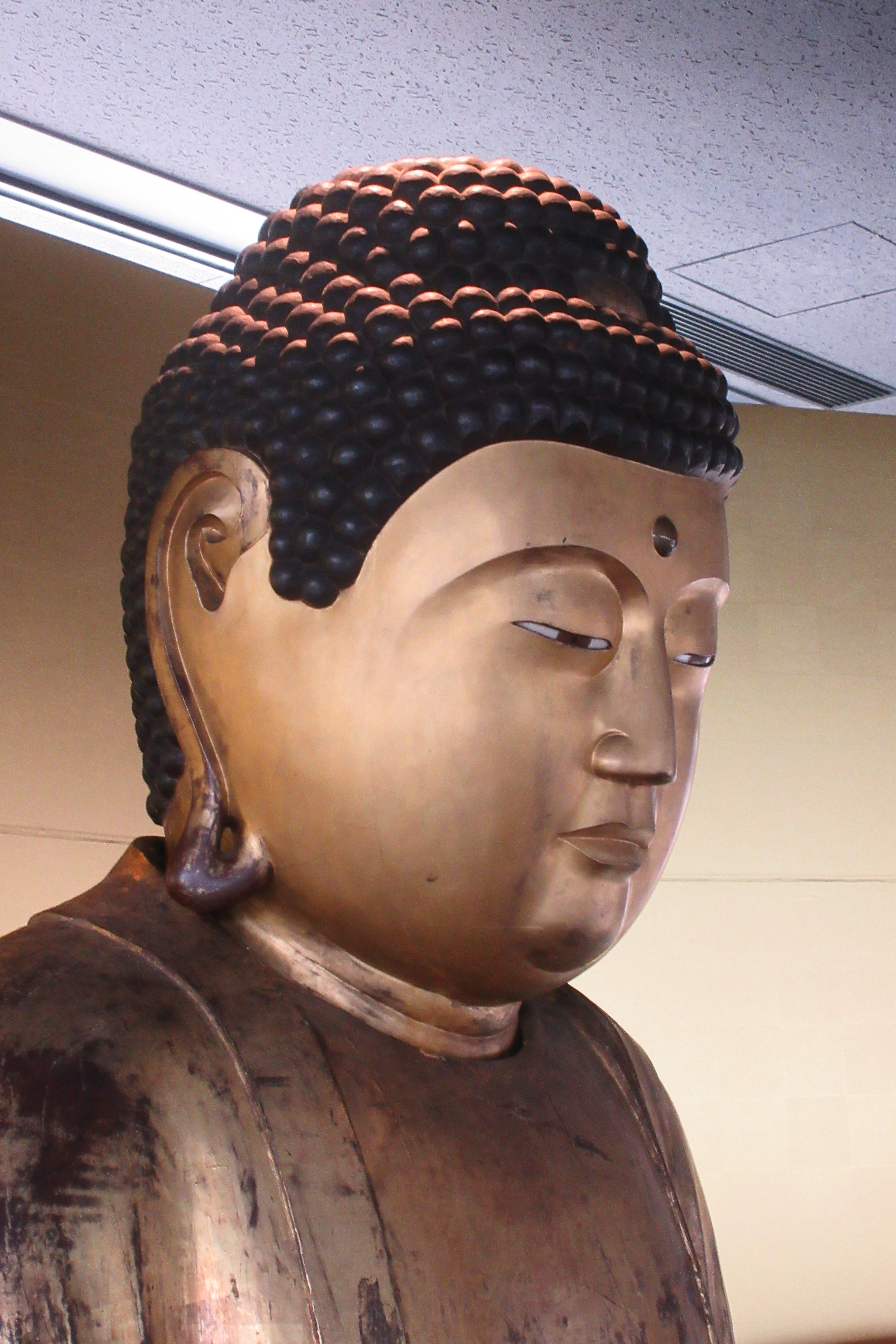
おりづるタワーでの展示 頭部

9月10日には大仏を花車に乗せて、72年前に行われた「広島大仏遷座祭」を再現する「本通り出開帳大行列」が行われた。本通りに隣接する広場、アリスガーデンを14時に出発し、本通り商店街を西に向かって練り歩き、元安橋を越えて広島平和記念公園で折り返し、アリスガーデンまで戻る約2キロメートルの行程を、おそろいの黄色のTシャツを着た関係者及び参加者約200名が幟旗や横断幕を掲げて参加した。9月12日から10月10日まで、厳島に所在する大聖院の本坊観音堂で公開されたのちに、トラックで輸送されて10月13日正午ごろに奈良県の極楽寺へと戻り、法要が行われた。

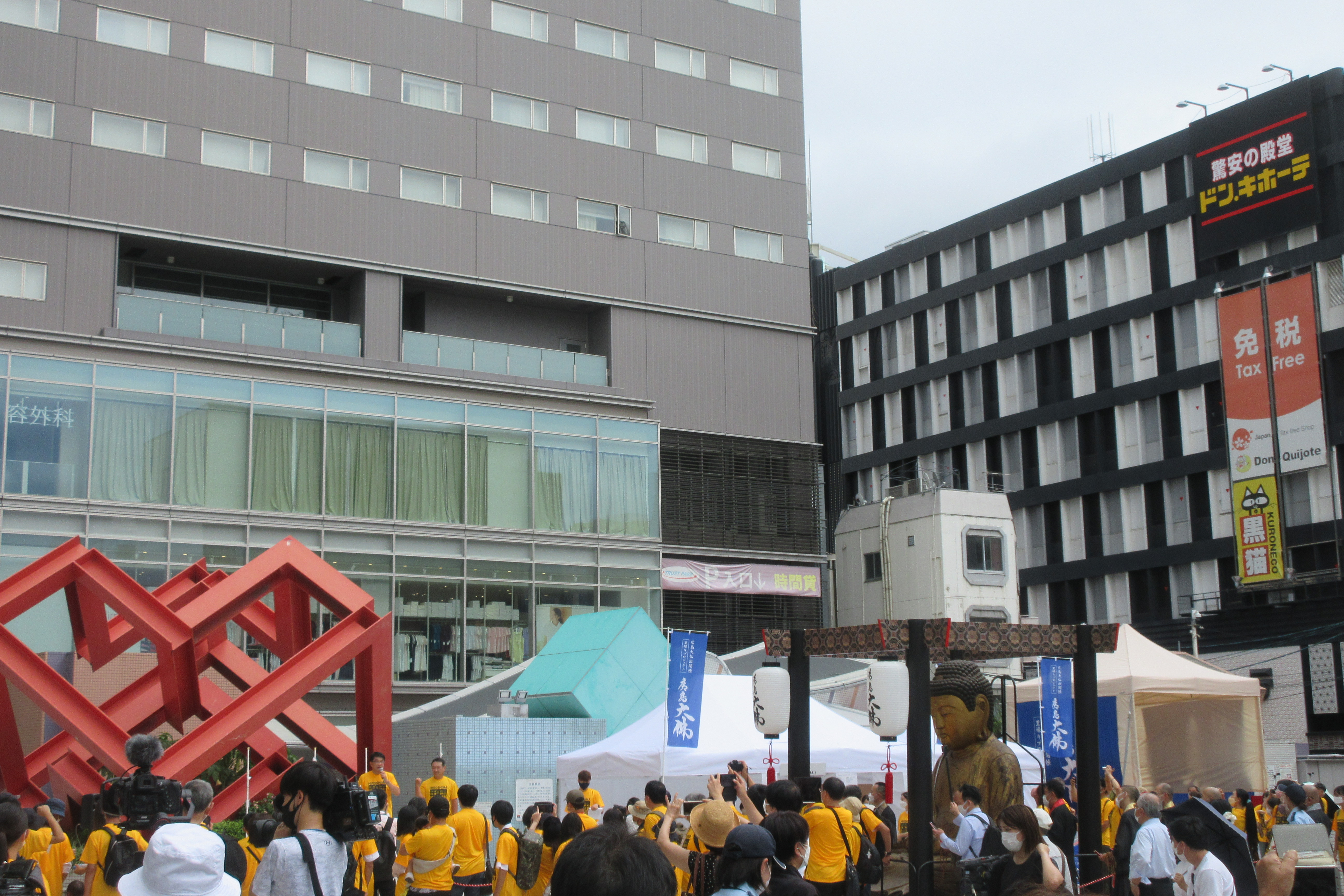
本通り出開帳大行列出発式
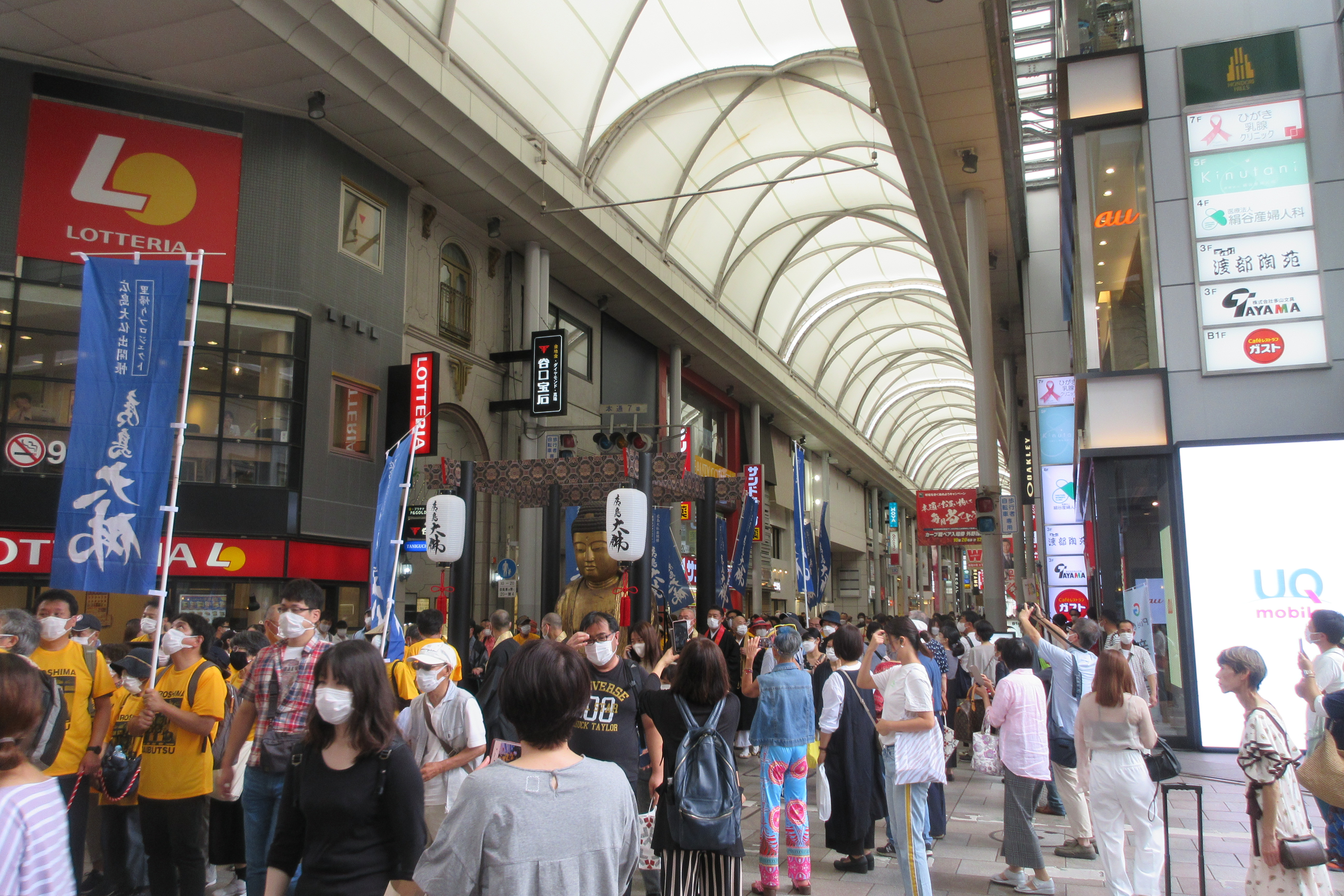
本通りを進む広島大仏
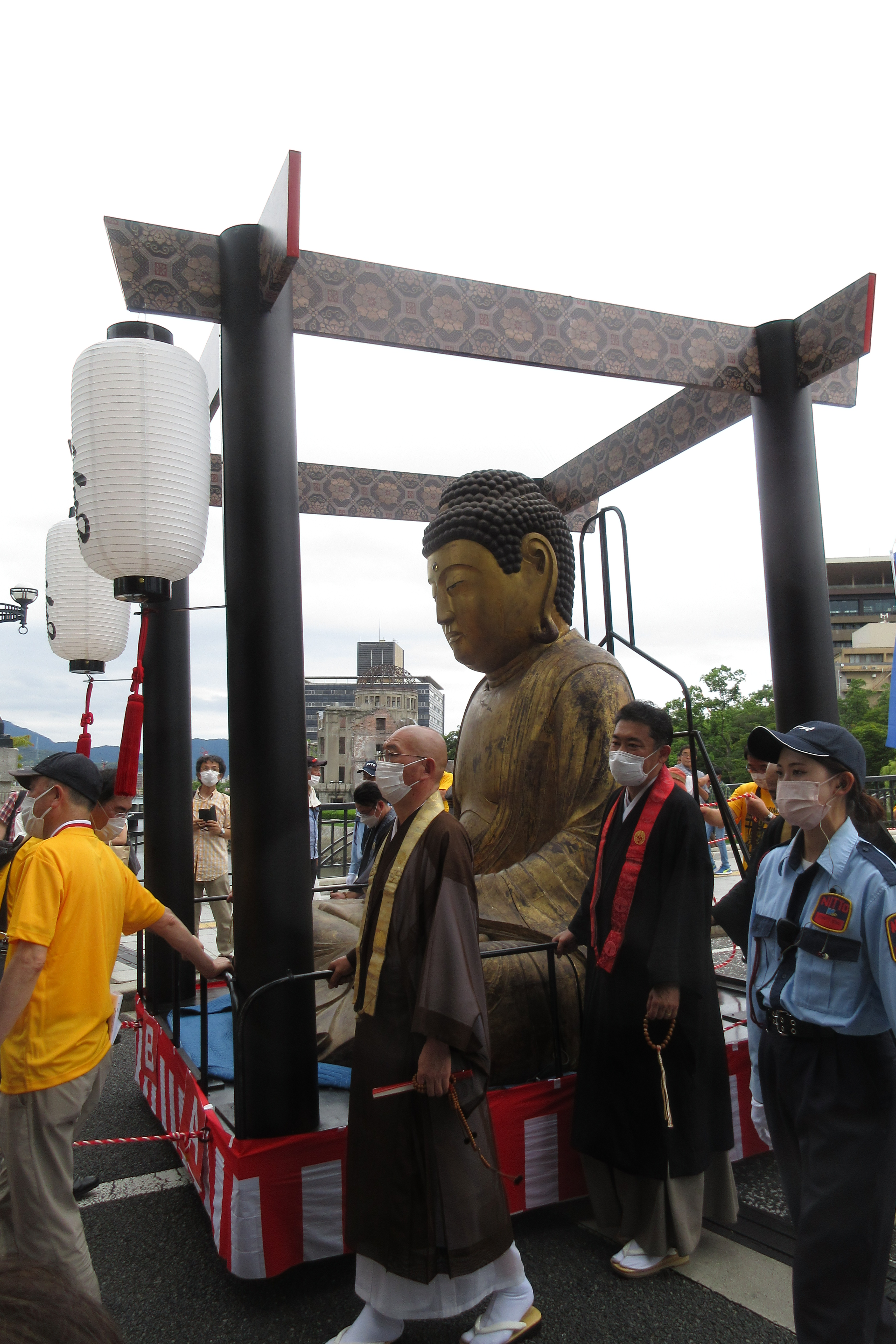
元安橋を渡る広島大仏
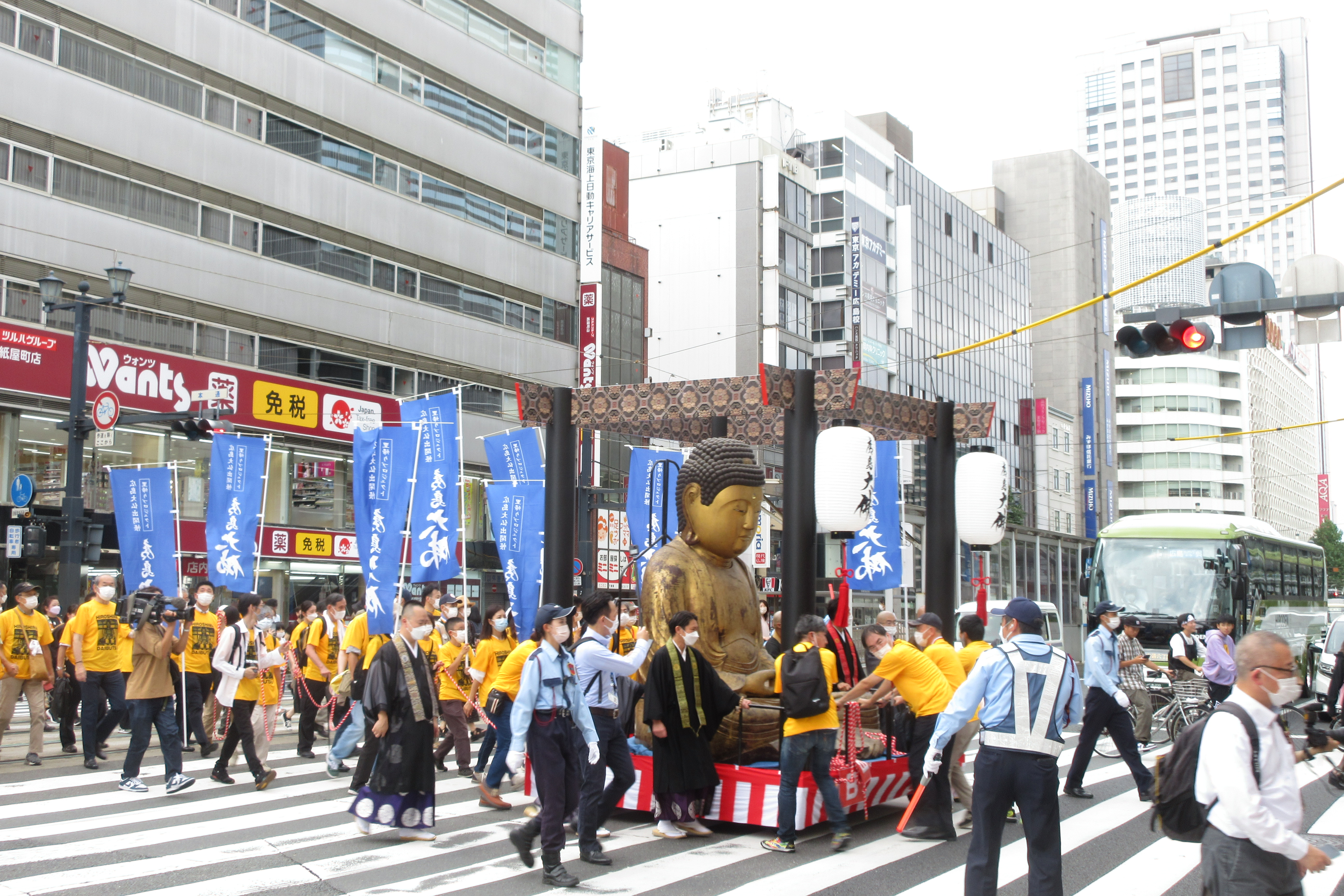
本通交差点を通過する広島大仏
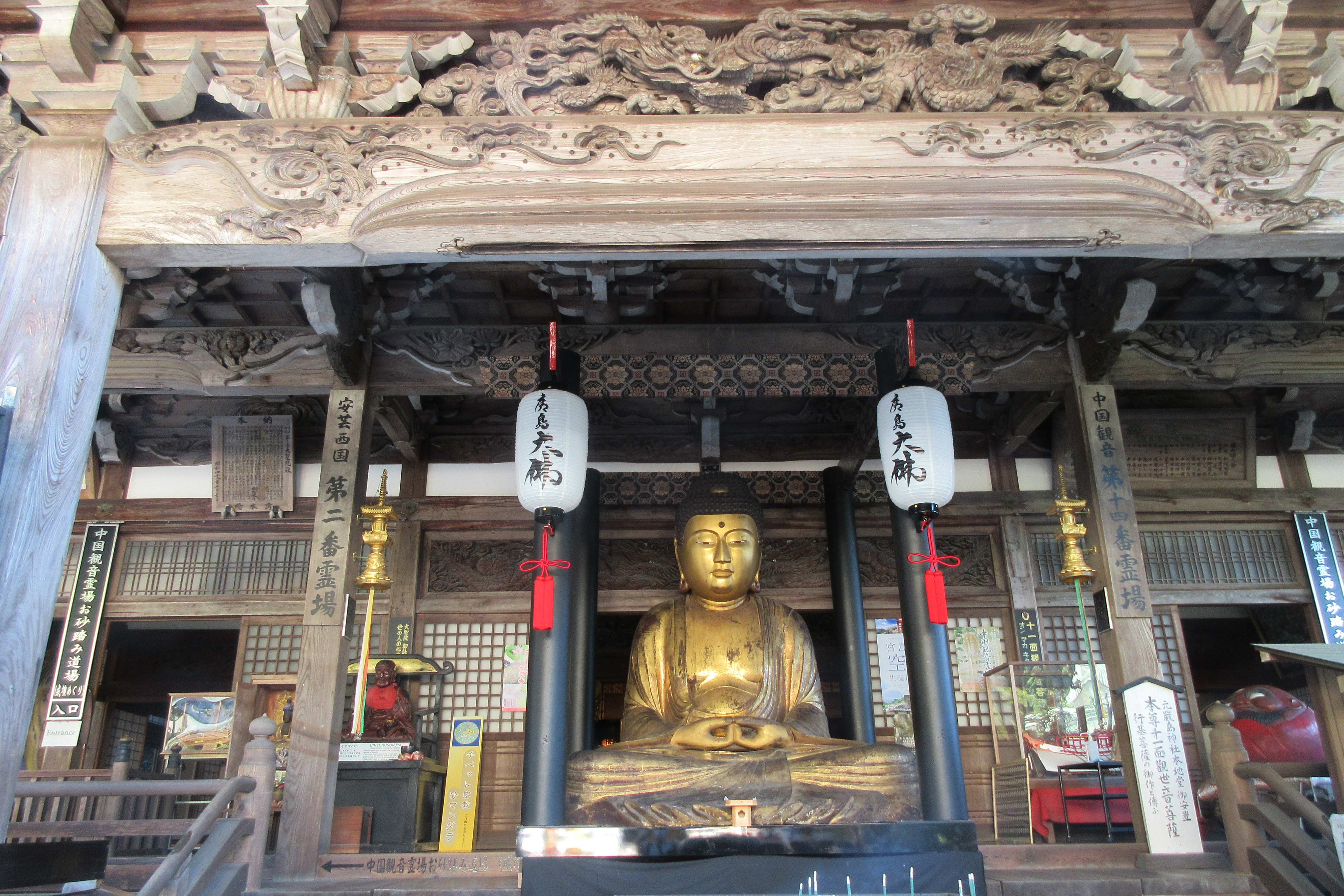
大聖院本坊観音堂で展示される広島大仏